# Christer Löfqvist
Christer Löfqvist (ur. 4 czerwca 1944 w Visby, zm. 1 lutego 1978) – szwedzki żużlowiec, ojciec Dennisa Löfqvista – również żużlowca.
Złoty medalista młodzieżowych indywidualnych mistrzostw Szwecji (Eskilstuna 1967). Brązowy medalista indywidualnych mistrzostw Szwecji (Vetlanda 1976). Dwukrotny medalista mistrzostw Szwecji par klubowych: złoty (1971) oraz srebrny (1975). 
Wielokrotny reprezentant Szwecji na arenie międzynarodowej. Dwukrotny medalista drużynowych mistrzostw świata: srebrny (Chorzów 1974) oraz brązowy (Londyn 1976). Dwukrotny uczestnik finałów światowych indywidualnych mistrzostw świata (Londyn 1972 – IV miejsce, Göteborg 1974 – IX miejsce). 
W lidze szwedzkiej startował w barwach klubów Bysarna Visby (1967–1975) oraz Njudungarna Vetlanda (1976), natomiast w brytyjskiej – West Ham Hammers (1970–1971), Poole Pirates (1972–1973) i Hackney Hawks (1975).
Zmarł z powodu choroby nowotworowej układu nerwowego.
Od 1979 r. rozgrywany jest memoriał pamięci Christera Löfqvista.